# Мука

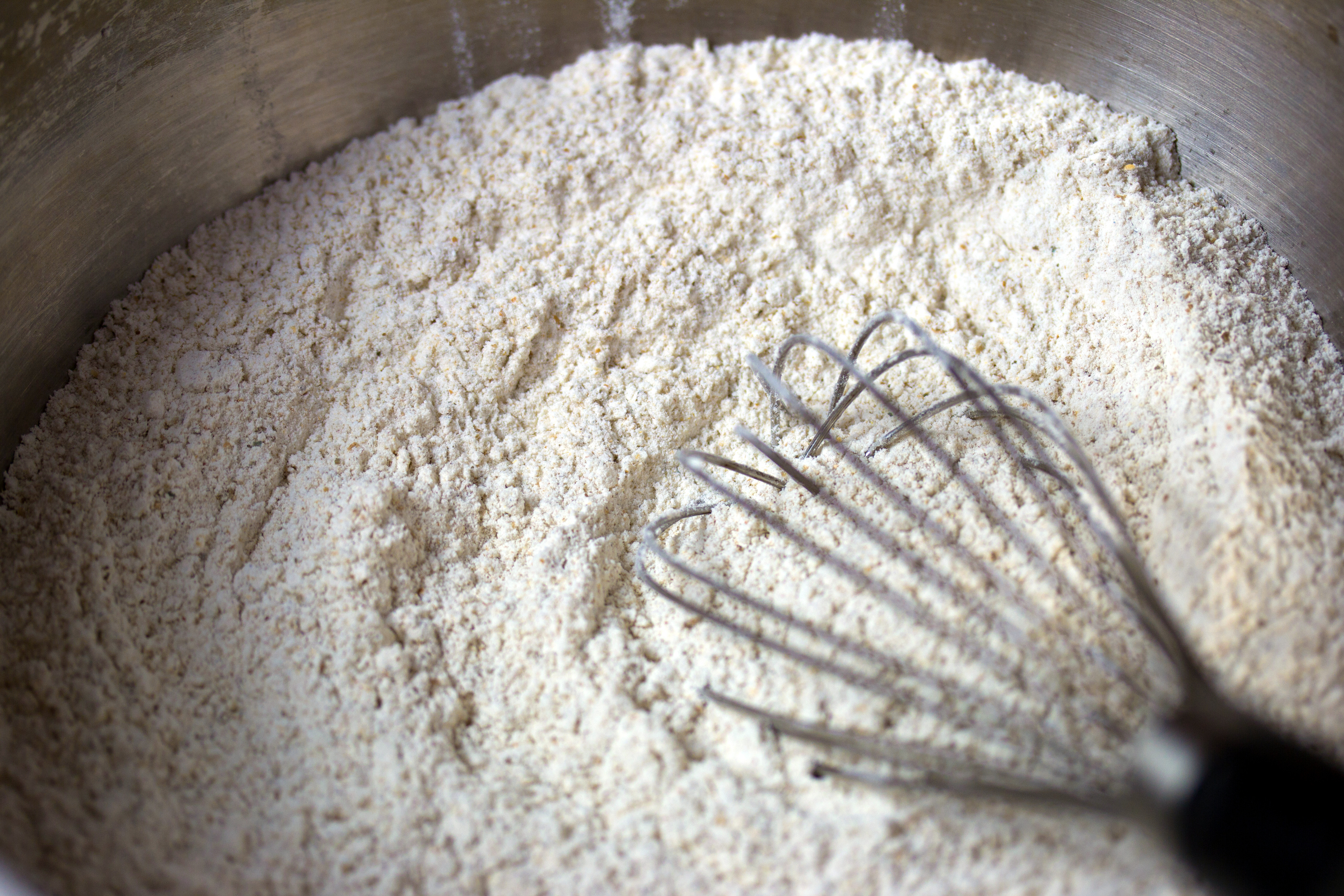
Ржаная мука

Мука́ — пищевой продукт, получаемый в результате перемалывания зёрен различных сельскохозяйственных культур, преимущественно злаковых (основную массу муки вырабатывают из пшеницы).
Кроме пшеницы, мука может изготовляться из таких сортов хлебных зерновых культур, как полба, рожь, гречиха, овёс, ячмень, просо, кукуруза, рис и дагусса. Является необходимой составляющей при изготовлении хлеба.
Пшеничную хлебопекарную муку подразделяют на сорта: крупчатку, высший, первый, второй, обойную.

## Этимология
Русское слово мука восходит к праславянскому слову *mǫká, родственному со словом *mękъkъ (мягкий).

## История
Люди начали готовить муку ещё в верхнем палеолите, задолго до появления земледелия. Следы крахмала от перетёртых зёрен растений обнаружены уже на каменных орудиях, датированных 43—36,5 тыс. лет назад, причём одно из этих орудий принадлежало неандертальцам. Известны также следы приготовления муки из диких злаков, датированные примерно 23 тыс. лет назад, а на одной из стоянок натуфийской культуры в Иордании (возраст около 14,3 тыс. лет назад) найдены даже обгорелые крошки хлеба.
Молоть муку в мельницах впервые начали в Древнем Риме, а в 1879 году, во время Промышленной революции, в Лондоне появились первые мельницы с паровым двигателем. В 1930-х годах муку иногда стали обогащать железом, никотиновой кислотой, тиамином и рибофлавином, а с 1940-х обогащение стали производить в массовых масштабах непосредственно на мельницах. С 1990-х муку начали обогащать фолиевой кислотой.

### Сохранение муки
В эпоху Промышленной революции остро встал вопрос сохранения муки из-за медленного по отношению к сроку хранения сбыта. Жирные кислоты, содержащиеся в зародыше и остающиеся в муке в результате помола, со временем окислялись, что приводило к негодности муки. В конце XIX века из зерна стали отбирать зародыш, чтобы избежать попадания в муку жирных кислот, а также обрабатывать муку термически посредством пара или сухого нагрева.

## Физические свойства
Плотность макаронной муки в насыпном виде составляет 650—700 кг/м³.
Плотность хлебопекарной муки в насыпном виде — 550—710 кг/м³.
Коэффициент пыления при высоте возможного выброса:
- 0,5-5,0 м;
- 0,3-3,0 м;
- 0,1-2,0 м;
- 0,03-1,0 м.

Качество и реологические свойства муки измеряются при помощи фаринографа (нем.).

## Состав муки
- крахмал — 54 — 90 %
- декстрины
- клетчатка
- белки — 14 (пшеница) — 44 (соя) %
- жиры — 0,9 — 4 %
- витамины — В1, В2, В6, РР, А, Е
- ферменты
- минеральные вещества — 0,36 — 3,5 %[9][10]

## Виды и пищевая ценность
Вид муки определяется родом зерна, из которого изготовлена эта мука. Основными видами хлебопекарной муки является пшеничная и ржаная. Пшеничной муки изготавливается больше, чем ржаной. Это связано со спецификой выращивания пшеницы и ржи, а также обусловлено приятными вкусовыми качествами и высокой пищевой ценностью изделий из пшеничной муки. Хлеб и другие изделия из муки имеют обобщённое название мучные изделия. Виды муки:
- Пшеничная
- Ржаная
- Рисовая
- Гречневая
- Кукурузная
- Толокно — овсяная мука из специально обработанных зёрен.
- Цельнозерновая

### Другие виды
Муку прочих видов — кукурузную, ячменную, овсяную, гречневую, соевую, гороховую, тыквенную, черёмуховую — вырабатывают в весьма ограниченном количестве[где?] для изготовления национальных или специальных продуктов. Так, овсяная мука используется для приготовления овсяного печенья, гречневая мука — для диетических блюд, рисовая — для продуктов детского и диетического питания и т. п.
Мука из плодов каштана широко применяется в традиционных греческой и итальянской кухнях, а также используется при приготовлении знаменитых «Киевских» тортов.
Черёмуховая мука используется при приготовлении знаменитого сибирского лакомства — черёмухового торта и пряников, применяется для изготовления других кондитерских изделий (ватрушек, пирогов). Она придает тесту приятный миндальный аромат. Черёмуховая мука также поступает в продажу в продовольственные магазины.

## Применение
Мука применяется для выпечки хлеба, блинов, пирогов, при изготовлении пельменей, хлебобулочных, кондитерских (торты, кексы, печенья, вафли, пряники) и макаронных изделий, комбикормов, для приготовления клейстера и соусов. Также мука используется для панировки, например, рыбы или котлет. Рекомендуется просеивать муку перед использованием для подсушивания, разрыхления и обогащения воздухом, необходимым для хорошего брожения.

## Оборудование для изготовления муки
- Бичевые вымольные машины
- Бункер
- Вальцовые станки
- Вертикальная обоечная машина
- Весовой автоматический дозатор
- Весовой дозатор
- Весовыбойного устройства
- Воздушный сепаратор
- Деташеры
- Дисковый триер
- Зерноочистительный сепаратор
- Камнеотделительная машина
- Конвейеры
- Магнитные сепараторы
- Машина мокрого шелушения
- Машине для групповой упаковки
- Обоечная машина
- Подогреватель зерна
- Рассевы сортировочные
- Самотечные трубы, снабженные электропневматическими регуляторами потока зерна

## Обогащение муки фолиевой кислотой
В обязательном порядке мука обогащается фолиевой кислотой в 81 стране. Собранные в Чили, ЮАР и США данные показывают, что введение данного стандарта позволяет экономить системам здравоохранения сотни млн долларов в год благодаря рождению меньшего количества детей с анэнцефалией и расщеплением позвоночника. Данные исследований показывают снижение степени пораженности дефектом нервной трубки при рождении после введения национальных правил об обогащении муки в США на 26 %, в Канаде на 42 %, в Чили на 40 %. Благодаря обогащению пшеничной и кукурузной муки фолиевой кислотой увеличивается усвоение фолата женщинами и снижается риск дефекта нервной трубки и других врожденных дефектов.